# Frands Faber
Eli Frands Johannes Faber (ur. 22 kwietnia 1897 we Frederiksbergu, zm. 23 czerwca 1933 w Kopenhadze) – duński hokeista na trawie.
Na letnich igrzyskach olimpijskich w Antwerpii (1920) wraz z drużyną zdobył srebrny medal.